# Anablepsoides ornatus
Anablepsoides ornatus är en fiskart som beskrevs av Garman, 1895. Arten ingår i släktet Anablepsoides, och familjen Rivulidae. Inga underarter finns listade i Catalogue of Life.